# Timothy Leary
Timothy Leary (anglès: Timothy Francis)  (Springfield, 22 d'octubre de 1920 - Beverly Hills, 31 de maig de 1996) fou un psicòleg i escriptor nord-americà, famós per la promoció que va fer de les drogues psicodèliques. La percepció sobre la seva vida i obra està polaritzada, entre els que el consideren un pioner important i els que creuen que només buscava la publicitat. Allen Ginsberg el va anomenar "un heroi de la consciència americana", i Tom Robbins en va dir que era un "neuronauta valent".
Mentre feia de psicòleg clínic a Harvard, Leary va fundar el Projecte de Psilocibina de Harvard, després d'haver tingut una experiència reveladora amb bolets al·lucinògens a Mèxic. Va dirigir el Projecte entre 1960 i 1962, provant els efectes terapèutics de la dietilamida de l'àcid d-lisèrgic (LSD) i la psilocibina, que eren legals als Estats Units, en experiments com el de la presó de Concord i el de la Marsh Chapel. Altres professors de Harvard van qüestionar la legitimitat i ètica científiques de la seva recerca, perquè ell mateix prenia substàncies psicodèliques amb els subjectes de l'experiment, i presumptament pressionava estudiants perquè també ho fessin. Un dels estudiants de Leary, Robert Thurman, ha negat que Leary pressionés els estudiants que no volien fer-ho. Harvard va expulsar Leary i el seu col·lega Richard Alpert (conegut després com a Ram Dass) el maig de 1963. Molta gent es va assabentar de l'existència de les drogues psicodèliques arran de l'escàndol de Harvard.
Leary creia que l'LSD tenia potencial per a l'ús terapèutic en psiquiatria. Prenia LSD i va desenvolupar una filosofia d'expansió de la ment i veritat personal mitjançant l'LSD. Després de Harvard, va continuar promovent públicament les drogues psicodèliques i es va convertir en una figura coneguda de la contracultura dels anys 1960. Va popularitzar eslògans que promovien aquesta filosofia, com ara "engega't, sintonitza-t'hi, deixa't anar" ("turn on, tune in, drop out"), "estat mental i entorn" ("set and setting", i "pensa per tu mateix i qüestiona l'autoritat" ("think for yourself and question authority"). També va escriure i va fer conferències freqüents sobre conceptes transhumanistes de migració espacial, augment de la intel·ligència i extensió de la vida (SMI²LE per les sigles en anglès). Leary va desenvolupar el model dels vuit circuits de consciència al seu llibre Exo-Psychology (1977) i feia conferències, dient de si mateix que era un "filòsof escènic".
Durant les dècades de 1960 i 1970, Leary fou arrestat 36 vegades. El president Richard Nixon va dir d'ell una vegada que era "l'home més perillós d'Amèrica".

## Primers anys i educació
Leary va néixer a Springfield, Massachusetts, i va ser fill únic en una llar de catòlics irlandesos. El seu pare, Timothy "Tote" Leary, era dentista i va deixar la seva dona Abigail Ferris quan Leary tenia 14 anys. Va acabar l'institut a Springfield.
Leary va estar matriculat al College of the Holy Cross de Worcester, Massachusetts, entre 1938 i 1940. Pressionat pel seu pare, va ingressar a l'Acadèmia Militar dels Estats Units de West Point (Nova York). En els seus primers mesos com a novell, va rebre múltiples demèrits per infringir el reglament, i després va tenir problemes més seriosos quan no va informar de les infraccions que feien els cadets que ell supervisava. També el van acusar de beure fins a emborratxar-se i no admetre-ho, i el Comitè d'Honor li va demanar que plegués. S'hi va negar i fou "silenciat"—és a dir que els seus companys cadets l'evitaven. Fou absolt en un consell de guerra, però va continuar el silenciament, així com un reguitzell de demèrits per infringir regles menors. En el seu segon any, la seva mare va apel·lar a un amic de la família, el senador David I. Walsh, cap del Comitè d'Afers Navals del Senat, que va investigar en persona. El Comitè d'Honor va revisar discretament la seva posició i va anunciar que reconeixeria el veredicte del consell de guerra. Llavors Leary va plegar i l'Exèrcit el va llicenciar honorablement. Uns 50 anys després va dir que era "l'únic judici just que he tingut en un tribunal".
Per disgust de la seva família, Leary va passar a la Universitat d'Alabama a finals de 1941 perquè l'havien admès ràpidament. Es va apuntar al programa de milícies, va treure bones notes, i va començar a cultivar un interès acadèmic en la psicologia (amb un professor educat a Harvard i Middlebury, Donald Ramsdell) i la biologia. Leary fou expulsat al cap d'un any per passar una nit a la residència femenina, i va perdre la pròrroga per estudis en plena segona guerra mundial. Leary fou reclutat per l'Exèrcit dels Estats Units i va fer l'entrenament bàsic a Fort Eustis el 1943. Es va quedar en l'escalafó de sotsoficial mentre es matriculava a la subsecció de psicologia del programa de formació especialitzada de l'exèrcit, que incloïa tres mesos d'estudi a la Universitat de Georgetown i sis mesos a Ohio State.
Amb poca necessitat d'oficials a finals de la guerra, Leary fou destinat breument com a soldat de primera classe a un grup de combat que havia d'anar a la Guerra del Pacífic (més endavant el va caracteritzar com "un comando suïcida... la missió principal del qual, pel que jo podia veure, era eliminar la branca civil de l'aviació americana tota sencera de la rivalitat de la postguerra"), que estava en una base a l'estat de Nova York. Després de retrobar-se casualment a Buffalo amb Ramsdell, el seu professor d'Alabama, que estava destinat a un hospital de Butler, Pennsilvània com a psicòleg en cap), fou promocionat a caporal i el va destinar a les ordres del seu professor com a psicometrista. Es va quedar en una clínica de rehabilitació per a sords durant la resta de la guerra. Mentre s'estava a Butler, Leary va festejar amb Marianne Busch; es van casar l'abril de 1945. Leary es va llicenciar amb el rang de sergent el gener de 1946, havent obtingut condecoracions estàndard com a la Medalla de Bona Conducta, la Medalla del Servei de Defensa Americana, la Medalla de la Campanya Americana, i la Medalla de la Victòria a la II Guerra Mundial.
En acabar la guerra, Leary fou readmès a la Universitat d'Alabama i va poder convalidar les assignatures que havia fet a Ohio State. Va acabar el grau per correspondència i es va graduar l'agost de 1945.
Després d'obtenir la llicenciatura, Leary va seguir una carrera acadèmica. El 1946, va aconseguir un màster de psicologia a la Universitat Washington State, de Pullman (Washington), on va tenir com a professor el psicòleg educatiu Lee Cronbach. La seva tesi de màster va ser sobre les aplicacions clíniques de l'Escala d'Intel·ligència Adulta de Wechsler.
El 1947, Marianne va tenir la seva primera filla, Susan. Al cap de dos anys van tenir un fill, Jack. El 1950, Leary es va doctorar en psicologia clínica a la Universitat de Califòrnia a Berkeley. En l'època de postguerra, Leary estava excitat per l'objectivitat de la física moderna; la seva dissertació doctoral (The Social Dimensions of Personality: Group Process and Structure, Les Dimensions Socials de la Personalitat: Procés i Estructura de Grups) s'aproximava a la teràpia de grup com a "psiclotron" a partir del qual es podien derivar i quantificar les característiques del comportament de forma anàloga a la taula periòdica, presagiant el seu desenvolupament posterior del circumplex interpersonal.
Leary es va quedar a la zona de la badia de San Francisco com a professor ajudant de psicologia mèdica a la Universitat de Califòrnia a San Francisco; al mateix temps, fou cofundador del departament de psicologia de l'Hospital Kaiser d'Oakland, Califòrnia, i tenia una consulta privada. In 1952, the Leary family spent a year in Spain, subsisting on a research grant. According to Berkeley colleague Marv Freedman, "Something had been stirred in him in terms of breaking out of being another cog in society."
El matrimoni de Leary tenia problemes per infidelitats i abús d'alcohol per les dues bandes. Marianne es va acabar suïcidant el 1955, i va haver de pujar els fills tot sol. Ell mateix es descrivia durant aquest període com "un empleat institucional anònim que agafava el cotxe cada matí per anar a la feina i feia caravana i tornava a casa cada nit per beure martinis... com uns quants milions de robots de classe mitjana, liberal i intel·lectual".
A partir de 1954 o 1955 fins al 1958, Leary va dirigir la recerca psiquiàtrica a la Kaiser Family Foundation. El 1957, va publicar The Interpersonal Diagnosis of Personality, que l'Annual Review of Psychology va anomenar "el llibre sobre psicoteràpia més important de l'any".
El 1958 l'Institut Nacional de Salut Mental va suspendre-li la beca de recerca perquè no va assistir a una reunió amb un investigador de l'Institut. Leary i els seus fills es van traslladar a Europa, on va provar d'escriure un altre llibre mentre sobrevivia a base de petites beques i pòlisses d'assegurança. La seva estada a Florència fou improductiva i indigent, i va decidir tornar a la vida universitària. A finals de 1959 va començar a fer de professor de psicologia clínica a Harvard University gràcies a Frank Barron (un col·lega de Berkeley) i David McClelland. Leary i els seus fills vivien a Newton (Massachusetts). A més de fer classe, Leary treballava al Centre Harvard per a Recerca de la Personalitat a les ordres de McClelland. Va supervisar el Projecte de Psilocibina de Harvard i va fer experiments juntament amb el professor ajudant Richard Alpert. El 1963, Leary fou acomiadat per saltar-se classes programades, encara que ell mantenia que havia complert les seves obligacions docents. En la decisió de prescindir-ne pot haver-hi influït la seva promoció de l'ús de drogues psicodèliques entre els estudiants i professors de Harvard. En aquella època les drogues eren legals.
La seva feina en psicologia acadèmica expandia la recerca de Harry Stack Sullivan i Karen Horney, que provaven d'entendre millor els processos interpersonals per ajudar al diagnòstic dels trastorns. La dissertació de Leary desenvolupava el model circumplex interpersonal, publicat després a The Interpersonal Diagnosis of Personality. El llibre demostrava com es poden utilitzar els resultats de l'Inventari de Personalitats Multifàsic de Minnesota (MMPI) per predir com reaccionaran els subjectes a diferents situacions interpersonals. La recerca de Leary va ser un precursor important de l'anàlisi transaccional, i fou un prefigurava directament la feina més famosa d'Eric Berne.

## Experiments i experiències psicodèlics

### Recerca a Mèxic i Harvard (1957–1963)

#### Introducció als bolets psicodèlics

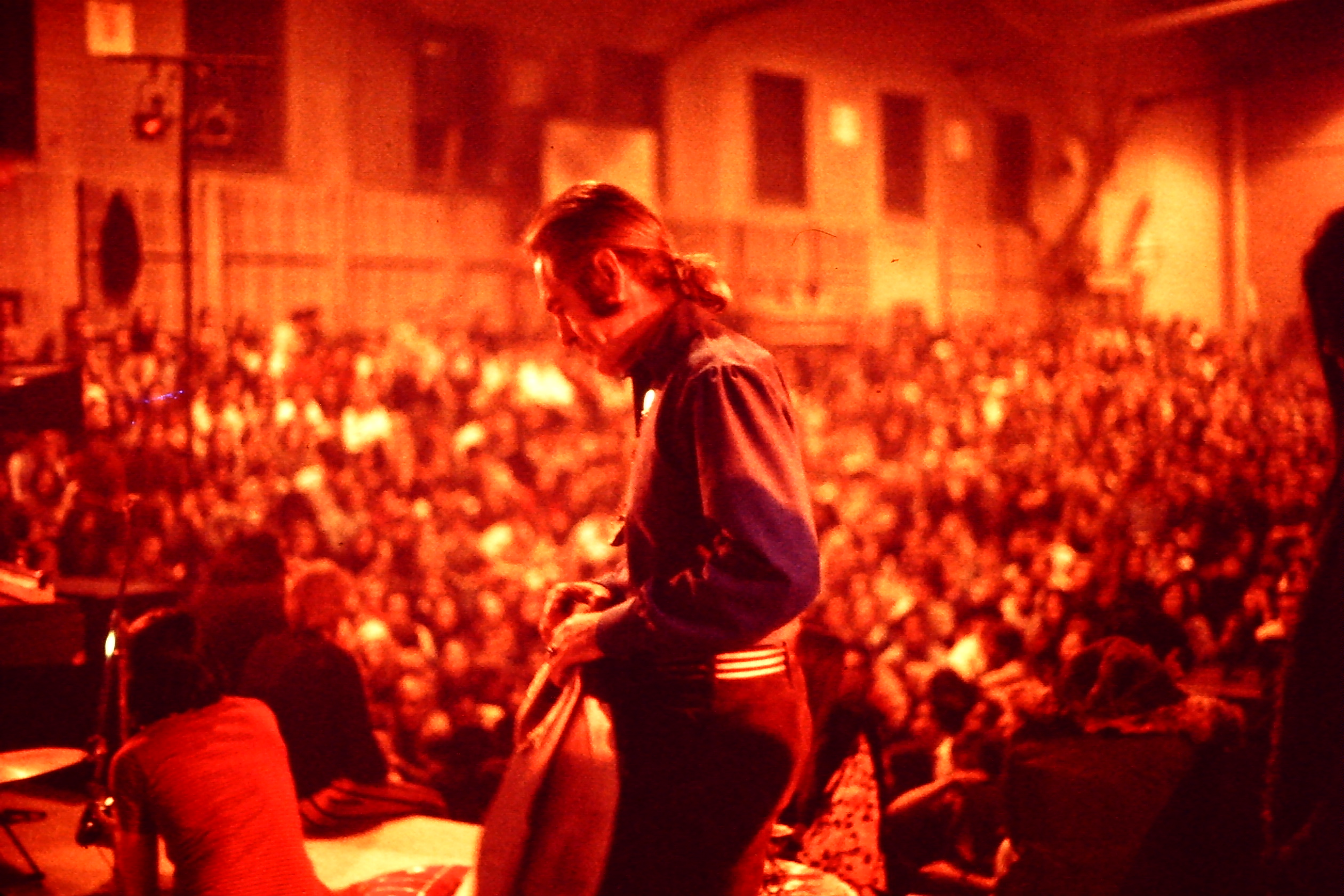
Leary a la Universitat de Buffalo durant una gira de conferències el 1969

El 13 de maig de 1957, la revista Life va publicar un article de R. Gordon Wasson sobre l'ús de bolets amb psilocibina en ritus religiosos del poble índigena mazateca de Mèxic. Anthony Russo, un col·lega de Leary, havia experimentat amb els bolets psicodèlics Psilocybe mexicana durant un viatge a Mèxic i ho havia explicat a Leary. L'agost de 1960, Leary va viatjar a Cuernavaca, Mèxic, amb Russo i va consumir bolets amb psilocibina per primera vegada, una experiència que li va canviar radicalment el curs de la vida. El 1965, Leary va dir que havia "après més sobre ... [el seu] cervell i les seves possibilitats ... [i] més sobre psicologia en les cinc hores després de prendre aquells bolets que ... en els quinze anys anteriors d'estudi i recerca".
En tornar a Harvard, Leary i els seus companys (especialment Alpert) van començar un programa de recerca conegut com a Projecte de Psilocibina de Harvard. L'objectiu era analitzar els efectes de la psilocibina sobre subjectes humans (primer presidiaris, i després estudiants del Seminari Teològic Andover Newton) d'una versió sintètica de la droga, un dels dos components actius que es troben en una gran varietat de bolets al·lucinògens, entre els quals hi ha la Psilocybe mexicana. La psilocibina es produïa amb un procés desenvolupat per Albert Hofmann de Sandoz Pharmaceuticals, que era famós per la síntesi de l'LSD.
El poeta beat Allen Ginsberg va sentir a parlar del projecte de recerca de Harvard i va demanar d'afegir-s'hi. A Leary el va inspirar l'entusiasme de Ginsberg, i tots dos compartien un optimisme que la psicodèlia podia ajudar la gent a descobrir un nivell més elevat de consciència. Van començar a presentar la psicodèlia a intel·lectuals i artistes com Jack Kerouac, Maynard Ferguson, Charles Mingus i Charles Olson.

#### Experiment de la Presó de Concord
Leary argumentava que les substàncies psicodèliques—en dosis apropiades, un entorn estable, i sota la supervisió de psicòlegs—podien comportar beneficis en el comportament de maneres que no es podien obtenir fàcilment per mitjà de la teràpia normal. Va experimentar en el tractament de l'alcoholisme i la rehabilitació de criminals, i molts dels seus pacients van dir que havien tingut experiències místiques i espirituals profundes que havien millorat la seva vida de forma permanent.
L'experiment de la presó de Concord va avaluar l'ús de la psilocibina i la psicoteràpia en la rehabilitació dels presos que sortien de la presó. Es va dir que trenta-sis presos s'havien arrepentit i havien decidit que no tornarien a la delinqüència després d'haver estat guiats per Leary i els seus companys en l'experiència psicodèlica. La taxa de reincidència dels presos americans era del 60%, mentre que la dels que eren al projecte de Leary va baixar aparentment al 20%. Els investigadors van concloure que es podia provocar una reducció a llarg termini de la reincidència en el crim amb una combinació de psicoteràpia de grup assistida amb psilocibina (dins de la presó) juntament amb un programa de suport integral després de l'alliberament, basat en el d'Alcohòlics Anònims.

#### Desacord sobre els estudis

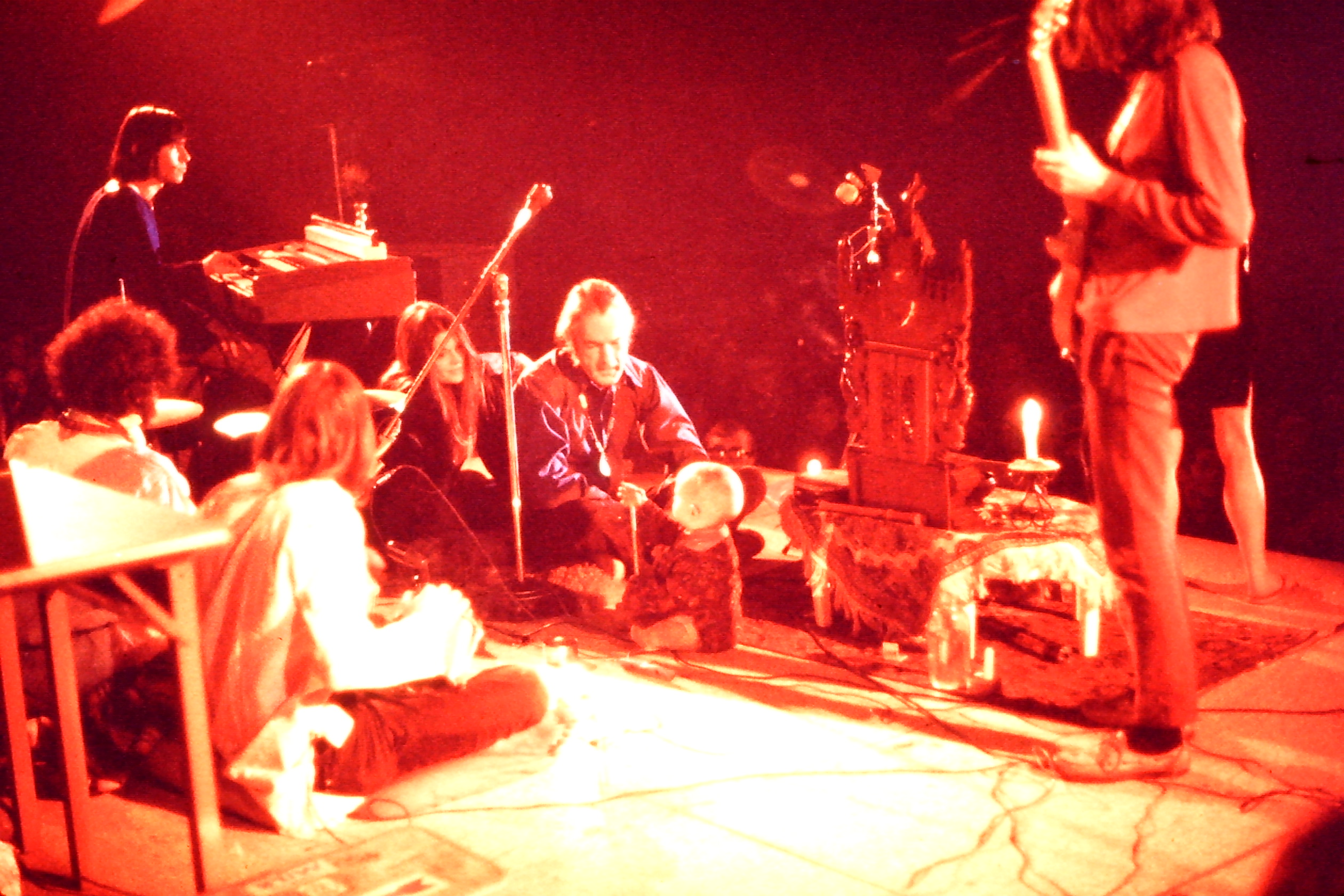
Timothy Leary, la seva família, i el grup a la Universitat de Buffalo durant la seva gira de conferències de 1969

Les conclusions de Concord van ser refutades en un estudi de seguiment a causa de les diferències en el temps de monitorització del grup d'estudi respecte el grup de control, i les diferències entre els subjectes que havien tornat a la presó per violacions de la condicional i els que ho havien fet per nous crims. Els investigadors van concloure que estadísticament només una lleugera millora es podia atribuir a la psilocibina, en contrast amb la millora significativa que havien anunciat Leary i els seus col·legues. Rick Doblin va suggerir que Leary havia estat víctima de l'efecte halo, esbiaixant els resultats i les conclusions clíniques. Doblin també va acusar Leary de no tenir "un estàndard més elevat" ni "els estàndards ètics més elevats per tal de recuperar la confiança dels reguladors". Ralph Metzner va refutar aquestes afirmacions de Doblin: "En opinió meva, els estàndars actuals acceptats d'honestedat i veritat són perfectament apropiats. Tenim aquests estàndards, no per guanyar-nos el favor dels reguladors, sinó perquè la comunitat científica té l'acord que les observacions s'han d'informar de forma acurada i completa. No hi ha cap prova en tota aquesta re-anàlisi que Leary manipulés les seves dades faltant a l'ètica".
Leary i Alpert van fundar la Federació Internacional per la Llibertat Interna (IFIF) el 1962 a Cambridge (Massachusetts), per dur a terme estudis sobre l'ús religiós de drogues psicodèliques. Se n'encarregava la Lisa Bieberman (ara coneguda com a Licia Kuenning), una amiga de Leary. The Harvard Crimson va dir que era una "deixeble" que tenia un Centre d'Informació Psicodèlica a casa seva i que publicava un diari sobre l'LSD de tirada nacional. Aquest diari era de fet la revista Psychedelic Review, de Leary i Alpert, i Bieberman (que s'havia graduat a l'Institut Radcliffe d'Estudis Avançats de Harvard, i havia fet feina voluntària per a Leary mentre estudiava) n'era la directora de difusió. La recerca de Leary i Alpert va atreure tanta atenció que molta gent que volia participar en els experiments es va haver de rebutjar. Per satisfer la curiositat dels que s'havien rebutjat, va aparèixer un mercat negre de drogues psicodèliques a prop del campus de Harvard.

#### Expulsió de Harvard
Altres professors del Centre de Recerca de la Personalitat de Harvard van informar de la seva preocupació sobre la legitimitat i seguretat dels experiments. Leary i Alpert donaven una classe que era requisit per a la graduació i els seus col·legues creien que abusaven d'aquest poder pressionant els estudiants de màster i doctorat perquè prenguessin al·lucinògens als experiments. Leary i Alpert també van vulnerar el reglament en donar psicodèlics als estudiants de grau i no seleccionaven els participants amb mostra aleatòria. També era èticament qüestionable que els investigadors prenien de vegades al·lucinògens amb els subjectes que suposadament estaven estudiant. Aquestes preocupacions van sortir en un article a The Harvard Crimson, el diari de la universitat, fent que la direcció aturés els experiments. El Departament de Salut Pública de Massachusetts va obrir una investigació que després es va abandonar, però la universitat va acabar acomiadant Leary i Alpert.
Segons Andrew Weil, Leary (que tenia una plaça de professor sense plaça fixa) fou acomiadat per faltar a les classes que tenia programades, mentre que Alpert (que era professor ajudant amb possibilitat d'obtenir plaça fixa) fou expulsat per haver donat presumptament psilocibina a un estudiant de grau en un apartament fora del campus. El president de Harvard Nathan Pusey va publicar un comunicat el 27 de maig de 1963, informant que Leary havia marxat del campus sense autorització "i havia faltat a les classes". Va deixar de cobrar el sou el 30 d'abril de 1963.

### Millbrook i la contracultura psicodèlica (1963–1967)
L'experimentació psicodèlica de Leary va atreure l'atenció de tres dels hereus de la fortuna Mellon, els germans Peggy, Billy, i Tommy Hitchcock. El 1963, van donar a Leary i els seus companys accés a una mansió de 64 habitacions en una propietat de Millbrook, Nova York, on van continuar les seves sessions psicodèliques. Peggy dirigia la sucursal de Nova York de la Federació Internacional per a la Llibertat Interna (IFIF), i Billy va llogar la propietat a IFIF. Leary i Alpert van organitzar un grup comunitari amb antics membres del Projecte Psilocibina a la Propietat Hitchcock (coneguda normalment com a "Millbrook"). Un dels membres fundadors de la junta de l'IFIF, Paul Lee, teòleg de Harvard, que va participar en l'experiment de Marsh Chapel i era membre del cercle de Leary, va dir de la formació del grup:
| « | Hi va haver una gran discussió sobre si s'havia de passar a la clandestinitat i fer-ne una mena d'iniciació secreta, o fer-ho públic. Però Leary era un revolucionari irlandès i volia anunciar-ho a crits. I va anar així. Senzillament es va convertir en un tsunami. | » |

L'IFIF es va refundar com a Fundació Castalia per la colònia intel·lectual de la novel·la de Hermann Hesse de 1943 El joc de les granisses. La publicació del grup Castalia era la Psychedelic Review. El nucli dur de Millbrook volia cultivar la divinitat dins de cada persona i sovint s'ajuntava en sessions de LSD facilitades per Leary. La Fundació Castalia també allotjava recers de cap de setmana sense drogues per fer meditació, ioga, i teràpia de grup. Leary va escriure després:
| « | Ens vèiem com antropòlegs del segle xxi vivint en un mòdul temporal allotjat en algun lloc de l'era fosca dels anys 1960. En aquesta colònia espacial estàvem intentant de crear un nou paganisme i una nova dedicació a la vida com a art. | » |

Lucy Sante del The New York Times va descriure més endavant la propietat Millbrook com:
| « | La central de Leary i la seva colla durant ben bé cinc anys, un període ple de festes sense fi, epifanies i crisis, drames emocionals de tota mida i nombroses ràtzies i detencions, molts d'ells per càrrecs que no s'aguantaven drets, preparats per l'ajudant del fiscal del districte local, G. Gordon Liddy (que després va estar implicat en l'escàndol Watergate). | » |

D'altres rebutgen la caracterització de Millbrook com a casa de festes. A The Electric Kool-Aid Acid Test, Tom Wolfe retrata Leary utilitzant les drogues psicodèliques només per a recerca, no recreació. Quan els Merry Pranksters de Ken Kesey van visitar la finca, van trobar-se amb una benvinguda gèlida. Leary tenia la grip i no va fer d'amfitrió. Després d'una reunió privada amb Kesey i Ken Babbs a la seva habitació, va prometre de ser un aliat per als anys que venien.
El 1964, Leary, Alpert, i Ralph Metzner van escriure The Psychedelic Experience, basat en el Llibre tibetà dels morts. Allà, van escriure:
| « | Una experiència psicodèlica és un viatge a nous reialmes de la consciència. L'àmbit i el contingut de l'experiència no tenen límits, però les seves característiques són la transcendència dels conceptes verbals, de les dimensions de l'espai-temps, i de l'ego o identitat. Aquestes experiències de consciència ampliada poden ocórrer de diverses maneres: deprivació sensorial, exercicis de ioga, meditació disciplinada, èxtasis religiosos o estètics, o espontàniament. Recentment, estan disponibles per a tothom mitjançant la ingestió de drogues psicodèliques com l'LSD, psilocibina, mescalina, DMT, etc. Evidentment, la droga no produeix l'experiència transcendent. Simplament actua com una clau química—obre la ment, allibera el sistema nerviós dels seus patrons i estructures ordinaris. | » |

Leary es va casar amb la model Birgitte Caroline "Nena" von Schlebrügge el 1964 a Millbrook. Tant Nena com el seu germà Bjorn eren amics dels Hitchcock. D. A. Pennebaker, que també era amic dels Hitchcock, i el càmera Nicholas Proferes van documentar l'esdeveniment al curtmetratge You're Nobody Till Somebody Loves You. Charles Mingus va tocar-hi el piano. El matrimoni va durar un any fins que von Schlebrügge es va divorciar de Leary el 1965. Es va casar amb l'estudiós del budisme indo-tibetà i ex-monjo Robert Thurman el 1967 i va tenir un fill, Ganden, aquell mateix any. L'actriu Uma Thurman, la seva segona filla, va néixer el 1970.
Leary va conèixer Rosemary Woodruff el 1965 en una exposició d'art a Nova York, i la va convidar a Millbrook. Quan s'hi va traslladar, va ajudar a editar el manuscript del llibre de Leary de 1966 Psychedelic Prayers: And Other Meditations amb Ralph Metzner i Michael Horowitz. Els poemes del llibre estaven inspirats pel Tao Te Txing, i s'havien d'utilitzar com a ajuda durant els viatges amb LSD. Woodruff va ajudar Leary a preparar tallers multimèdia de cap de setmana per simular l'experiència psicodèlica, que es van presentar per la Costa Est.
El setembre de 1966, Leary va dir en una entrevista a la revista Playboy que l'LSD podia curar l'homosexualitat. Segons ell, una lesbiana es va tornar heterosexual després d'utilitzar la droga. Com la major part dels psiquiatres, més endavant va decidir que l'homosexualitat no era una malaltia.
El 1966, l'ús de drogues psicodèliques entre el jovent nord-americà havia arribat a unes proporcions considerables i la premsa nacional i el govern van començar a expressar preocupació seriosa sobre les drogues i els seus efectes. En resposta a aquesta preocupació, el senador Thomas Dodd va convocar audiències de subcomitès del Senat per provar d'entendre millor el fenomen de l'ús de drogues, amb la intenció final d'"eliminar-ne" l'ús criminalitzant-lo. Leary fou un dels testimonis experts que es van cridar a testificar en aquestes audiències. En el seu testimoni, Leary va dir, "el repte dels productes químics psicodèlics no és només com controlar-los sinó com utilitzar-los." Va implorar al subcomitè que no criminalitzés l'ús de drogues psicodèliques, cosa que ell creia que només serviria perquè n'augmentés exponencialment l'ús entre el jovent dels Estats Units, alhora que trauria les salvaguardes que proporcionava un "lloc i ambient" controlat. Quan el membre del subcomitè Ted Kennedy li va demanar a Leary si l'ús d'LSD era "extremadament perillós", Leary va contestar, "Senyor, el cotxe és perillós si s'utilitza malament...L'estupidesa i la ignorància humanes són l'únic perill al qual s'enfronten els éssers humans en aquest món." Per concloure el seu testimoni, Leary va suggerir que s'aprovés una legislació que requerís que els usuaris d'LSD fossin adults que haguessin estat formats i tinguessin una llicència, de manera que aquests individus poguessin utilitzar l'LSD "per a fins seriosos, com el creixement espiritual, la cerca de coneixement, o el seu propi desenvolupament personal." Va afegir amb visió de futur que sense aquestes llicències, els Estats Units entrarien en "una altra era de Llei Seca." El testimoni de Leary no va tenir efectes; el 6 d'octubre de 1966, pocs mesos després de les audiències del subcomitè, l'LSD es va prohibir a Califòrnia, i l'octubre de 1968, fou prohibit a tot el país per la Llei Staggers-Dodd.
El 1966, Folkways Records va gravar Leary llegint el seu llibre The Psychedelic Experience, i va publicar l'àlbum The Psychedelic Experience: Readings from the Book "The Psychedelic Experience. A Manual Based on the Tibetan...".
El 19 de setembre de 1966, Leary reorganitzar l'IFIF/Fundació Castalia sota el nom League for Spiritual Discovery (Lliga per al Descobriment Espiritual), una religió amb l'LSD com a sagrament, en part per intentar (sense èxit) que l'ús de l'LSD i altres drogues psicodèliques continuessin sent legals per als seguidors de la religió, basant-se en un argument de "llibertat religiosa". Leary va inscriure la Lliga per al Descobriment Espiritual com a organització religiosa a l'estat de Nova York, i el seu dogma es basava en el mantra de Leary: "deixa't anar, engega't, sintonitza-t'hi". (The Brotherhood of Eternal Love considerava Leary el seu líder espiritual però no s'havia desenvolupat a partir de l'IFIF.) Nicholas Sand, el químic clandestí de the Brotherhood of Eternal Love, va seguir Leary a Millbrook i es va fer de la Lliga per al Descobriment Espiritual. Sand fou designat "alquimista" de la nova religió. A finals de 1966, Nina Graboi, una amiga i col·lega de Leary que també havia estat amb ell a Millbrook, es va convertir en directora del centre per la Lliga per al Descobriment Espiritual a Greenwich Village. El centre va obrir portes el març de 1967. Leary i Alpert hi feien xerrades gratuïtes cada setmana; Ralph Metzner i Allen Ginsberg també hi feien xerrades de tant en tant. Els papers de Leary a la Biblioteca Pública de Nova York contenen els registres complets de l'IFIF, la Fundació Castalia, i la Lliga per al Descobriment Espiritual.
A finals de 1966 i principis de 1967, Leary va fer una gira per campus universitaris presentant un espectacle multimèdia anomenat "La Mort de la Ment", intentant una replicació artística de l'experiència de l'LSD. Va dir que la Lliga per al Descobriment Espiritual estava limitada a 360 membres i ja estava al límit de membres, però promovia que altres persones formessin les seves pròpies religions psicodèliques. Va publicar un pamflet el 1967 anomenat Comença la Teva Pròpia Religió per animar la gent que ho fes.
Leary fou convidat a l'Human Be-In per Michael Bowen, el principal organitzador de l'esdeveniment, que es va celebrar el 14 de gener de 1967, un aplec de 30.000 hippies al Golden Gate Park de San Francisco. Parlant amb el grup, Leary va dir per primera vegada la famosa frase "Engega't, sintonitza-t'hi, deixa't anar". En una entrevista de 1988 amb Neil Strauss, va dir que l'eslògan "li havia donat" Marshall McLuhan quan havien donat junts a Nova York, afegint, "En Marshall estava molt interessat en les idees i el màrqueting, i va començar a cantar alguna cosa com ara, 'Els psicodèlics toquen el punt / Cinc-cents micrograms, això és un munt', amb la música d'un famós anunci de la Pepsi dels anys 1950. Llavors va començar a dir, 'Sintonitza-t'hi, engega't, i deixa't anar.'" Encara que la frase es va fer popular com a "Engega't, sintonitza-t'hi, deixa't anar" i es va convertir en un sinònim de Leary, la seva definició real amb la Lliga per al Descobriment Espiritual era: "Deixa't anar—separa't del drama social extern que és tan deshidratat i fals com la televisió. Engega't—troba un sagrament que et retorni al temple de Déu, el teu propi cos. Surt de la teva ment. Col·loca't. Sintonitza-t'hi—torna a néixer. Torna a deixar-t'hi caure per expressar-ho. Comença una nova seqüència de comportament que reflecteixi la teva visió."
Les contínues ràtzies de l'FBI van acabar l'època Millbrook. Leary va explicar a l'escriptor i Prankster Paul Krassner una ràtzia de 1966 que va fer Liddy, "Era un agent del govern que entrava a la nostra habitació a mitjanit. Teníem tot el dret de disparar contra ell. Però no he tingut mai cap arma en la meva vida. Ni n'he tingut ni en tindré mai."
El novembre de 1967, Leary va fer un debat televisat sobre l'ús de les drogues amb el professor del MIT professor Jerry Lettvin.

### Després de Millbrook
A finals de 1967, Leary es va traslladar a Laguna Beach, Califòrnia, i va fer molts amics a Hollywood. A la seva necrològica del New York Times, es diu "Quan es va casar amb la seva tercera dona, Rosemary Woodruff, el 1967, l'esdeveniment fou dirigit per Ted Markland de Bonanza (en realitat, de El Gran Chaparral). Tots els convidats anaven col·locats amb àcid."
A finals de la dècada de 1960 i principis de la de 1970, Leary va formular el seu model de consciència de vuit circuits en col·laboració amb l'escriptor Brian Barritt. L'assaig The Seven Tongues of God (Les Set Llengües de Déu) pretenia que els cervells humans tenen set circuits que produeixen set nivells de consciència. Se'n va afegir un vuitè en el pamflet de 1973 Neurologic (Neurològica), escrit amb la seva dona Joanna Learyñ mentre ell era a la presó. Aquesta idea del vuitè circuit no es va formular exhaustivament fins a la publicació d'Exo-Psychology (Exo-Psicologia) de Leary i de Cosmic Trigger de Robert Anton Wilson el 1977. Wilson va contribuir al model després de fer-se amic de Leary a principis de la dècada de 1970, i el va utilitzar com a marc de referència per una exposició addicional en el seu llibre Prometheus Rising, entre altres obres.
Leary creia que als quatre primers circuits ("els Circuits Larvals" o "Circuits Terrestres") hi accedeixen de forma natural la majoria de persones en punts de transició de la vida com ara la pubertat. El segon grup de quatre circuits ("Els Circuits Estel·lars" o "Circuits Extraterrestres"), Leary va escriure, eren "derivacions evolutives" dels quatre primers que s'activarien en punts de transició a mesura que els humans evolucionin més. Aquests circuits, segons Leary, donarien als humans recursos per viure a l'espai i expandir la consciència per un major progrés científic i social. Leary suggeria que algunes persones podrien activar aquests circuits més d'hora mitjançant la meditació, el ioga, o drogues psicodèliques específiques de cada circuit. Va suggerir que les sensacions de flotació i de moviments desinhibits que de vegades s'experimenten amb marihuana demostraven la finalitat dels quatre circuits superiors. La funció del cinquè circuit era acostumar els humans a la vida en un entorn de gravetat zero. Leary no especificava la ubicació dels vuit circuits en cap estructura, organització neuronal ni camí químic del cervell. Va escriure que una intel·ligència superior "situada en estructures nuclear-gravitacional-quàntiques interestel·lars" donava als humans els vuit circuits. Un "missatge dels OVNIs" estava codificat a l'ADN humà.
Molts investigadors creien que Leary donava poques proves científiques de les seves afirmacions. Fins i tot abans de començar a treballar amb les drogues psicodèliques, era conegut com a teòric més que com a recol·lector de dades. El seu treball pre-psicodèlia més ambiciós havia estat Interpersonal Diagnosis Of Personality. El crític del The British Medical Journal, H. J. Eysenck, va escriure que Leary creava una rúbrica confusa i massa àmplia per provar condicions psiquiàtriques. "Potser el pitjor defecte del llibre és l'omissió de qualsevol tipus de prova per a la validesa i la fiabilitat del sistema de diagnòstic", va escriure Eysenck. "Senzillament no n'hi ha prou de dir" que la precisió del sistema "la pot comprovar el lector" en la pràctica clínica. El 1965, Leary fou coeditor de The Psychedelic Reader. L'investigador en psicologia Jerome E. Singer, de la Universitat Penn State va fer una crítica del llibre i va destacar Leary com el més culpable dels autors d'una obra que contenia "barreges de xarlatanisme". En comptes de dades científiques sobre els efectes de l'LSD, Leary utilitzava metàfores sobre "galàxies que giren" a velocitats superiors a la de la llum i un còrtex cerebral "engegat amb un voltatge molt superior".

## Problemes legals

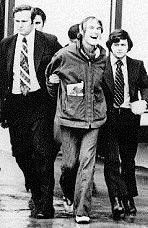
Dos agents de l'oficina de narcòtics arresten Leary el 1972

La primera topada de Leary amb la llei va arribar el 23 de desembre de 1965, quan el van arrestar per possessió de marihuana. Leary es va endur els seus dos fills, Jack i Susan, i la seva xicota Rosemary Woodruff cap a Mèxic per estar-s'hi un temps llarg i escriure un llibre. Passant de Mèxic cap als Estats Units, un funcionari del Servei de Duanes dels Estats Units va trobar marihuana a la roba interior de la Susan. Havien arribat fins a Nuevo Laredo, a Mèxic, cap al tard, i havien descobert que s'havien d'esperar fins al matí de l'endemà per obtenir el visat per l'estada llarga. Van decidir de tornar a entrar a Texas per passar-hi la nit i eren al pont entre els Estats Units i Mèxic quan la Rosemary va recordar que portava una mica de marihuana a sobre. Era impossible llençar-la al pont i, per tant, la Susan se la va amagar a la roba interior. Després de responsabilitzar-se de la substància controlada, Leary fou condemnat per possessió l'11 de març de 1966 segons la Llei Fiscal de la Marihuana de 1937, sentenciat a 30 anys de presó, multat amb 30.000 dòlars, i ordenat a seguir tractament psiquiàtric. Va apel·lar el cas basant-se en la inconstitucionalitat de la Llei Fiscal de la Marihuana, perquè requeria un grau d'autoincriminació que violava clarament la Cinquena esmena de la Constitució.
El 26 de desembre de 1968, van tornar a arrestar Leary un altre cop a Laguna Beach, Califòrnia, aquest cop per possessió de dues burilles de marihuana. Leary va al·legar que les havia deixat allà el funcionari que l'arrestava, però el van condemnar pel crim. El 19 de maig de 1969, el Tribunal Suprem va fallar a favor de Leary en el cas Leary v. United States, va declarar que la Llei Fiscal de la Marihuana era inconstitucional, i van anul·lar la seva condemna de 1965.
El mateix dia, Leary va anunciar la seva candidatura a governador de Califòrnia competint contra el llavors governador Ronald Reagan. El seu eslògan de campanya fou "Come together, join the party" (ajunteu-vos, apunteu-vos a la festa). L'1 de juny de 1969, Leary va trobar-se amb John Lennon i Yoko Ono al seu bed-in per la pau de Montreal, i després Lennon va escriure per a Leary una cançó de campanya amb el títol "Come Together". Al final, no la va fer servir i la van gravar els Beatles.
El 21 de gener de 1970, Leary fou sentenciat a deu anys per l'incident de 1968, i deu anys més que es van afegir després mentre estava detingut per un arrest anterior de 1965, amb un total de 20 anys que s'havien de complir de forma consecutiva. Quan va arribar a la presó, li van fer tests psicològics per assignar els presos a les feines més apropiades. Com que alguns d'aquells tests els havia dissenyats ell mateix (incloent l'"Inventari de Comportament Interpersonal de Leary"), els va respondre de manera que semblava una persona molt conformada, convencional, amb un gran interès en la gestió de boscos i l'horticultura. De resultes d'això, li van assignar feina de jardiner en una pressió de baixa seguretat d'on va fugir el setembre de 1970, dient que la seva fuga no-violenta fou una broma humorística i deixant enrere una nota mofant-se de les autoritats perquè la trobessin quan hagués marxat.
A canvi de 25.000 dòlars, que va pagar The Brotherhood of Eternal Love, els Weathermen van treure Leary de la presó en un camió lleuger conduït per l'activista Clayton Van Lydegraf. El camió va recollir Leary després que saltés la paret de la presó enfilant-se per un cable de telèfon. Els Weathermen van ajudar Leary i Rosemary a marxar dels Estats Units (i arribar finalment a Algèria). Va buscar la protecció d'Eldridge Cleaver i les restes del "govern a l'exili" dels Panteres Negres a Algèria, però després d'una curta estada amb ells va dir que Cleaver els havia intentat retenir com a ostatges. Cleaver havia posat Leary i la seva dona en "arrest domicilari", exasperat pel seu estil de vida de l'alta societat.
El 1971, la parella va fugir cap a Suïssa, on foren acollits però a la pràctica empresonats per un traficant d'armes ric, Michel Hauchard, que afirmava que tenia "l'obligació com a gentilhome de protegir els filòsofs"; Hauchard va provar de vendre d'amagat els drets per fer una pel·lícula, i va forçar Leary a assignar-li els seus guanys futurs (que Leary va acabar recuperant). El 1972, el Fiscal General de Nixon, John Mitchell, va convèncer el govern suís que posés Leary a la presó, i ho va fer durant un mes, però va refusar d'extradir-lo als Estats Units.
Leary i Rosemary es van separar a finals d'aquell any; ella va viatjar molt, i després va tornar als Estats Units, on va viure com a fugitiva fins a la dècada de 1990. Poc després de separar-se de la Rosemary, el 1972 Leary es va ajuntar amb una dona de l'alta societat, de nacionalitat britànica però nascuda a Suïssa, Joanna Harcourt-Smith, que era fillastra del financer Árpád Plesch i havia sortit anteriorment amb Hauchard. La parella es "va casar" en un hotel havent consumit cocaïna i LSD al cap de dues setmanes d'haver-se conegut, i Harcourt-Smith va fer servir el seu cognom fins que van tallar l'any 1977. Van viatjar cap a Viena, després Beirut, i al final van acabar a Kabul, Afganistan, l'any 1972; segons Lucy Sante, "Afganistan no tenia tractat d'extradició amb els Estats Units, però aquest inconvenient no s'aplicaven als avions d'aerolínies americanes". Les autoritats americanes van utilitzar aquesta interpretació de la llei per detenir Leary. "Abans que Leary pogués sortir de l'avió, fou arrestat per un agent de l'oficina federal de narcòtics." Leary va explicar una història diferent quan va apel·lar al tribunal de Califòrnia::
| « | Va testificar que tenia un passaport vàlid a Kabul, i que l'hi van confiscar mentre feia cua a l'ambaixada americana de Kabul alguns dies abans de pujar a l'avió; després que li van confiscar el passaport, el van portar a la "Seu Central de la Policia"; no va provar de posar-se en contacte amb l'ambaixada americana; la policia de Kabul el va retenir i el va portar a un "hotel de la policia". El cosí del Rei d'Afganistan va venir a veure'l i li va dir que era un dia de festa nacional, que el Rei i els dirigents eren fora de Kabul, i que ell (el cosí) aconseguiria un advocat i s'asseguraria que Leary "tingués un judici". El matí que l'avió sortia de Kabul, alts càrrecs d'Afganistan li van dir que havia de marxar del país. Leary va contestar que no marxaria sense un judici, ni fins que recuperés el passaport; van dir que els americans tenien el seu passaport, i se'l van endur cap a l'avió. | » |

La fiança de Leary es va fixar en 5 milions de dòlars. El jutge del tribunal que decidia la presó provisional va dir, "Si se li permet de viatjar lliurament, parlarà en públic i escamparà les seves idees". Davant de la perspectiva d'una condemna de 95 anys de presó, Leary va contractar l'advocat defensor penal Bruce Margolin. Leary fou qui va dirigia la seva pròpia estratègia de defensa, i no se'n va sortir: el jurat el va condemnar després de menys de dues hores de deliberació. Li van caure cinc anys per la seva fuga de la presó, afegits a la sentència original de 10 anys. El 1973, el van enviar a la presó de Folsom a Califòrnia. Mentre era a Folsom, el van posar en una cel·la al costat mateix de Charles Manson, i encara que no es podien veure, podien parlar. En les seves converses, Manson se sorprenia i li costava d'entendre per què Leary havia donat LSD a la gent sense provar de controlar-los. Un cop, Manson va dir a Leary, "T'han tret a tu dels carrers perquè jo pogués continuar la teva feina."
Leary es va convertir en informador per a l'FBI per reduir la seva sentència de presó i va entrar al programa de protecció de testimonis quan el van deixar anar l'any 1976. Va dir que havia fingit que cooperava amb la investigació dels Weathermen per l'FBI donant-los informació que ja tenien o que tenia poques implicacions. L'FBI li va donar el nom en codi "Charlie Thrush". En una conferència de premsa de 1974, Allen Ginsberg, Ram Dass, i el fill de Leary, Jack, de 25 anys, van denunciar Leary, dient que era un "informador de la poli", un "mentider", i "esquizofrènic paranoic". No van haver-hi judicis a partir de la seva informació a l'FBI. El 1999, una carta de 22 "Amics de Timothy Leary" va intentar dulcificar la impressió que havia causat l'episodi de l'FBI. Estava signada per escriptors com Douglas Rushkoff, Ken Kesey, i Robert Anton Wilson. Susan Sarandon, Genesis P-Orridge i la fillola de Leary, Winona Ryder també van signar. La carta deia que Leary havia fet arribar un missatge clandestinament als Weather Underground informant-los "que estava pensant-se de fer un tracte amb l'FBI" i que llavors "va esperar la seva aprovació". La resposta, segons es va dir, fou, "Ho entenem." Els autors de la carta no van proporcionar cap confirmació que donés el seu acord a la cooperació amb l'FBI.
Mentre era a la presó, Leary fou denunciat pels pares de Vernon Powell Cox, que havia saltar per la finestra d'un tercer pis d'un apartament de Berkeley després d'haver pres LSD. Cox havia pres la droga després d'anar a una conferència de Leary que promovia l'ús d'LSD. Leary no va poder ser present al judici degut al seu empresonament, i no va poder designar un representant legal; se'l va sentenciar en absència a pagar 100.000 dòlars.

## Després de la presó
El 21 d'abril de 1976, el governador Jerry Brown va deixar sortir Leary de la presó. Després de traslladar-se durant poc temps a Santa Fe (Nou Mèxic), amb Harcourt-Smith sota el paraigua del Programa de Protecció de Testimonis dels Estats Units, la parella es va separar a principis de 1977.
Leary es va traslladar a la zona de Laurel Canyon a Los Angeles (Califòrnia), on va residir la resta de la seva vida. Com que, amb la seva reputació, no podia aconseguir cap feina acadèmica ni de recerca, va continuar publicant llibres amb editorials independents, mantenint un estil de vida de classe mitjana alta, i cobrant per fer xerrades en universitats i clubs nocturns com a "filòsof stand-up". El 1978, es va casar amb la cineasta Barbara Blum, coneguda també com a Barbara Chase, i germana de l'actriu Tanya Roberts. Va adoptar el fill petit de Blum, Zachary, i el va pujar com si fos seu. També va tenir múltiples fillols, entre els quals Winona Ryder (que era filla del seu arxivista Michael Horowitz) i el tecnòleg Joi Ito.
Leary va desenvolupar una curiosa associació amb el seu antic enemic G. Gordon Liddy, que fou un dels intrusos de l'escàndol Watergate i tenia un programa de ràdio conservador. Van fer una gira de conferències el 1982 com a ex-presidiaris que debatien sobre tota mena de temes de l'actualitat, com els drets dels homosexuals, avortament, benestar i el medi ambient. Leary solia adoptar posicions d'esquerra, mentre que Liddy defensava la posició de la dreta. La gira va generar una publicitat enorme, i força beneficis econòmics per tots dos. El documentari de 1983 Return Engagement va fer una crònica d'aquesta gira i de la publicació de Flashbacks, les memòries que Leary havia fet durant molt de temps; el biògraf Robert Greenfield ha afirmat que molt del que Leary "va explicar com a fet a Flashbacks és pura fantasia."
El 25 de setembre de 1988, Leary va fer un acte per a recaptar fons a benefici del candidat presidencial del Partit Llibertari Ron Paul. La periodista Debra Saunders hi va anar i en va fer una crònica.
Les freqüents gires de Leary al circuit de conferències van continuar proporcionant un estil de vida confortable per a la seva família a mitjans de la dècada de 1980. Es va associar amb diferents figures culturals, que incloïen vells coneguts com Robert Anton Wilson i Allen Ginsberg; els escriptors de ciència-ficció William Gibson i Norman Spinrad; i els músics de rock David Byrne i John Frusciante. A més, va sortir a la pel·lícula Stuff de 1994, de Johnny Depp i Gibby Haynes, que explicava les males condicions de vida de Frusciante en aquella època.
Leary va continuar prenent tota mena de drogues (des de psicodèlics serotonèrgics fins al naixent empatogen MDMA i alcohol i heroïna) en privat, però feia un esforç conscient per evitar fer-ne proselitisme als mitjans de comunicació a mesura que escalava la guerra contra les drogues durant la presidència de Ronald Reagan. En comptes d'això, fou un destacat advocat per a la colonització de l'espai i la prolongació de la vida. Va insistir en el model de consciència dels vuit circuits en llibres com Info-Psychology: A Re-Vision of Exo-Psychology. Va inventar l'acrònim "SMI²LE" com a resum de la seva agenda pre-transhumanista: SM (Space Migration, emigració cap a l'espai) + I² (intelligence increase, increment de la intel·ligència) + LE (Life Extension, prolongació de la vida).

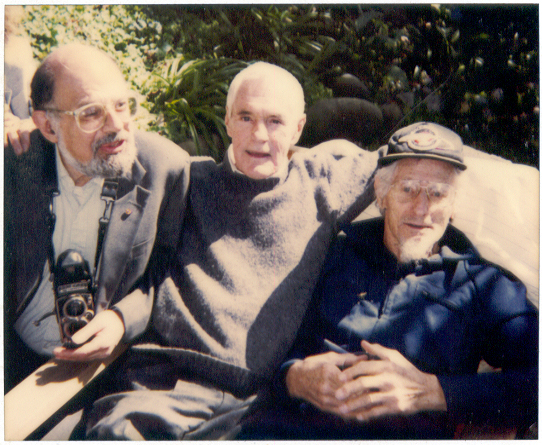
Allen Ginsberg, Timothy Leary, i John C. Lilly el 1991

El pla de colonització espacial de Leary va evolucionar al llarg dels anys. Al principi s'havien d'enviar 5.000 dels individus més virils i intel·ligents en un vaixell (Starseed 1) equipat amb entreteniment luxosos. Aquesta idea estava inspirada en l'àlbum conceptual del músic Paul Kantner Blows Against The Empire, que alhora era derivat de la sèrie de Robert A. Heinlein Lazarus Long. Mentre era tancat a la presó de Folsom durant l'hivern entre 1975–76, va quedar encisat pels plans que havia preparat el físic de Princeton Gerard K. O'Neill per a construir High Orbital Mini-Earths (acrònim H.O.M.E., mini-terres d'òrbita alta) semblants a l'Edèn, que Robert Anton Wilson explicava en la seva conferència H.O.M.E.s on LaGrange, amb matèries primeres extretes de la lluna, roques orbitals i satèl·lits obsolets.
Durant la dècada de 1980, Leary es va fascinar pels ordinadors, internet, i la realitat virtual. Va proclamar que "el PC és l'LSD dels 1990s" i va animar als bohemis, històricament tecnòfobs, perquè "engeguessin, botessin, s'endollessin". Es va convertir en promotor de sistemes de realitat virtual, i de vegades feia demostracions amb un prototipus del Power Glove de Mattel en les seves conferències (com a From Psychedelics to Cybernetics). Es va fer amic de força persones famoses en aquest terreny, com Jaron Lanier i Brenda Laurel, pionera en entorns virtuals i la interacció home-ordinador. Durant l'apogeu de contracultura ciberdèlica, va fer de consultor per a Billy Idol en la producció del seu àlbum de 1993 Cyberpunk.
El 1990, la seva filla Susan, que llavors tenia 42 anys, fou detinguda a Los Angeles per disparar un tret al cap al seu company mentre dormia. Fou declarada mentalment incapaç de ser jutjada per assassinat dues vegades. Després d'anys d'inestabilitat mental, es va suïcidar a la presó.
Encara que la considerava el "gran amor de la seva vida", Leary i Barbara es van divorciar el 1992; segons el seu amic i col·laborador John Perry Barlow, "En Tim, bàsicament em va donar permís per ser el seu amant. No podia ser per a ella, el que ella necessitava sexualment, i per tant, tenia sentit que algú ho fes en el seu lloc." A partir de llavors, es va establir en un cercle divers de figures destacades, entre les quals hi havia Johnny Depp, Susan Sarandon, Dan Aykroyd, Zach Leary, l'escriptor Douglas Rushkoff, i l'editor de la revista Spin Bob Guccione, Jr. Malgrat el deteriorament del seu estat de salut, va mantenir una agenda regular d'aparicions públiques al llarg de 1994. Reflectint una certa rehabilitació política després d'alguns intents fallits d'adaptar Flashbacks en forma de pel·lícula o minisèrie de televisió, va ser subjecte d'un simposi de l'American Psychological Association aquell any.
A partir de 1989, Leary va començar a restablir la seva connexió amb moviments religiosos no convencionals amb interessos en els estats alterats de consciència. El 1989, va aparèixer en un diàleg anomenat The Inner Frontier (la frontera interna) per a l'Association for Consciousness Exploration. Després d'això, va aparèixer a l'Starwood Festival, un festival neo-pagà organitzat per la mateixa associació, els anys 1992 i 1993. La seva aparició al Simposi WinterStar de 1994 es va cancel·lar a causa de la seva mala salut. El 1992, davant de centenars de neo-pagans, Leary va declarar, "Sempré m'he considerat pagà." També va col·laborar amb Eric Gullichsen a Load and Run High-tech Paganism: Digital Polytheism. Poc abans de la seva mort el 31 de maig de 1996, va gravar l'àlbum Right to Fly amb Simon Stokes, que es va publicar el juliol de 1996.

## Mort

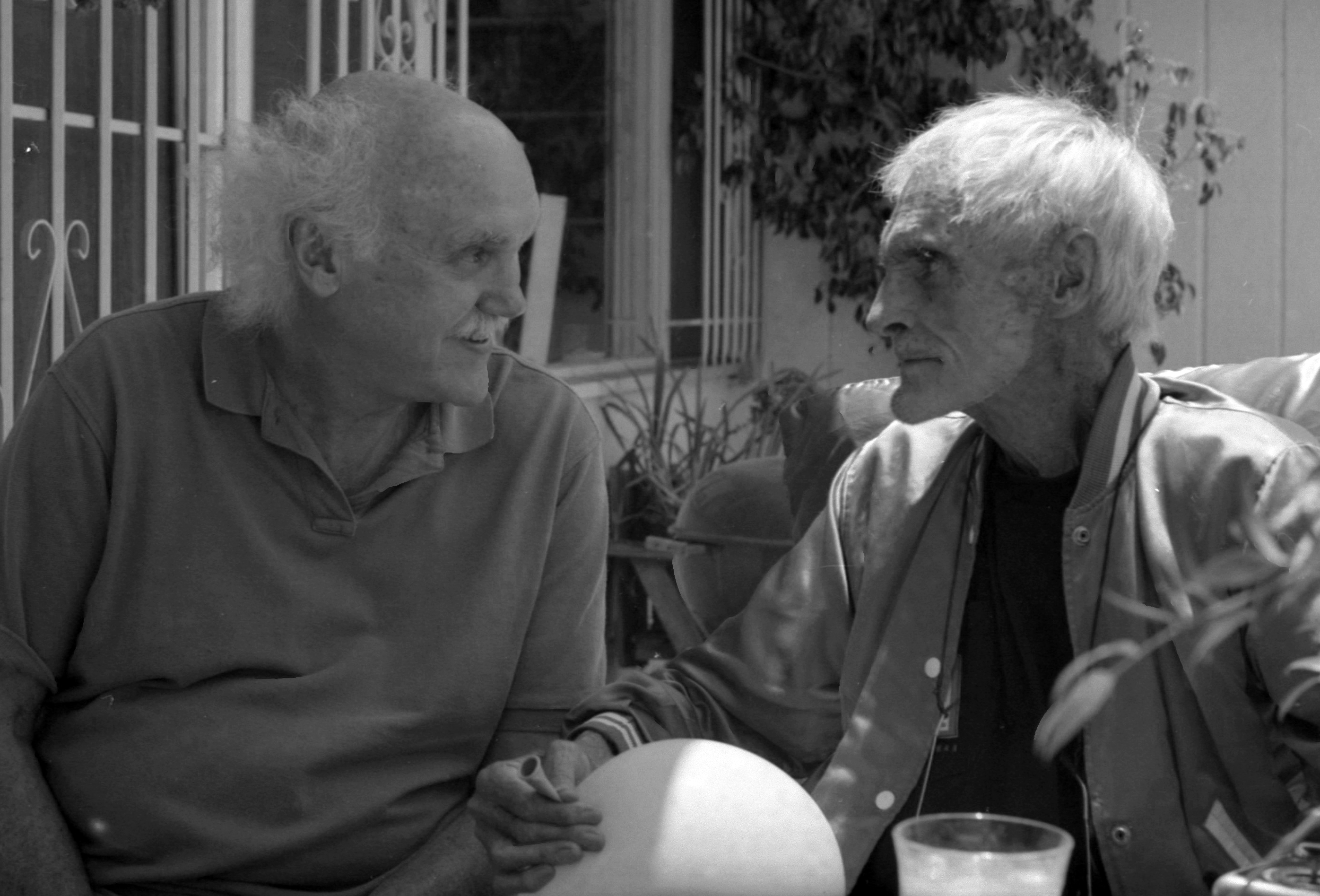
Timothy Leary retrobant-se amb Ram Dass cinc dies abans de morir

El gener de 1995, li van diagnosticar un càncer de pròstata inoperable. Ho va notificar a Ram Dass i a d'altres vells amics i va començar el procés de mort dirigida, que ell va anomenar "mort de disseny". Leary no va revelar a la premsa la seva malaltia, però ho va fer després de la mort de Jerry Garcia el mes d'agost. Leary i Ram Dass es van retrobar abans de la mort de Leary el maig de 1996, com es pot veure al documentari Dying to Know: Ram Dass & Timothy Leary.
L'últim llibre de Leary fou Chaos & Cyber Culture, publicat el 1994. Hi va escriure: "Ha arribat el moment de parlar animadament i fer bromes descarades sobre la responsabilitat personal per gestionar el procés de morir-se". El seu llibre Design for Dying, que provava de donar una nova perspectiva sobre la mort i morir-se, es va publicar de forma pòstuma. Leary va escriure sobre la seva creença que la mort és "una fusió amb el procés de la vida sencer".
L'equip del seu web, liderat per Chris Graves, va actualitzar el seu web diàriament com un proto-bloc. El web documentava el seu consum de diferents substàncies químiques, legals i il·legals, amb una predilecció per a l'òxid de dinitrogen, l'LSD i altres drogues psicodèliques. També va destacar la seva típica "Galeta Leary", un producte comestible a base de cànnabis, que consistia en una galeta d'aperitiu amb formatge i un brot petit de marihuana, amb un moment al forn de microones. A petició seva, la seva casa estèril fou redecorada pel personal amb tota una selecció d'ornaments surreals. Durant els seus mesos finals, milers de visitants, gent que li desitjava salut i vells amics el van visitar a la seva casa de Califòrnia. Fins a les seves últimes setmanes, va donar moltes entrevistes parlant de la seva nova filosofia d'abraçar la mort.

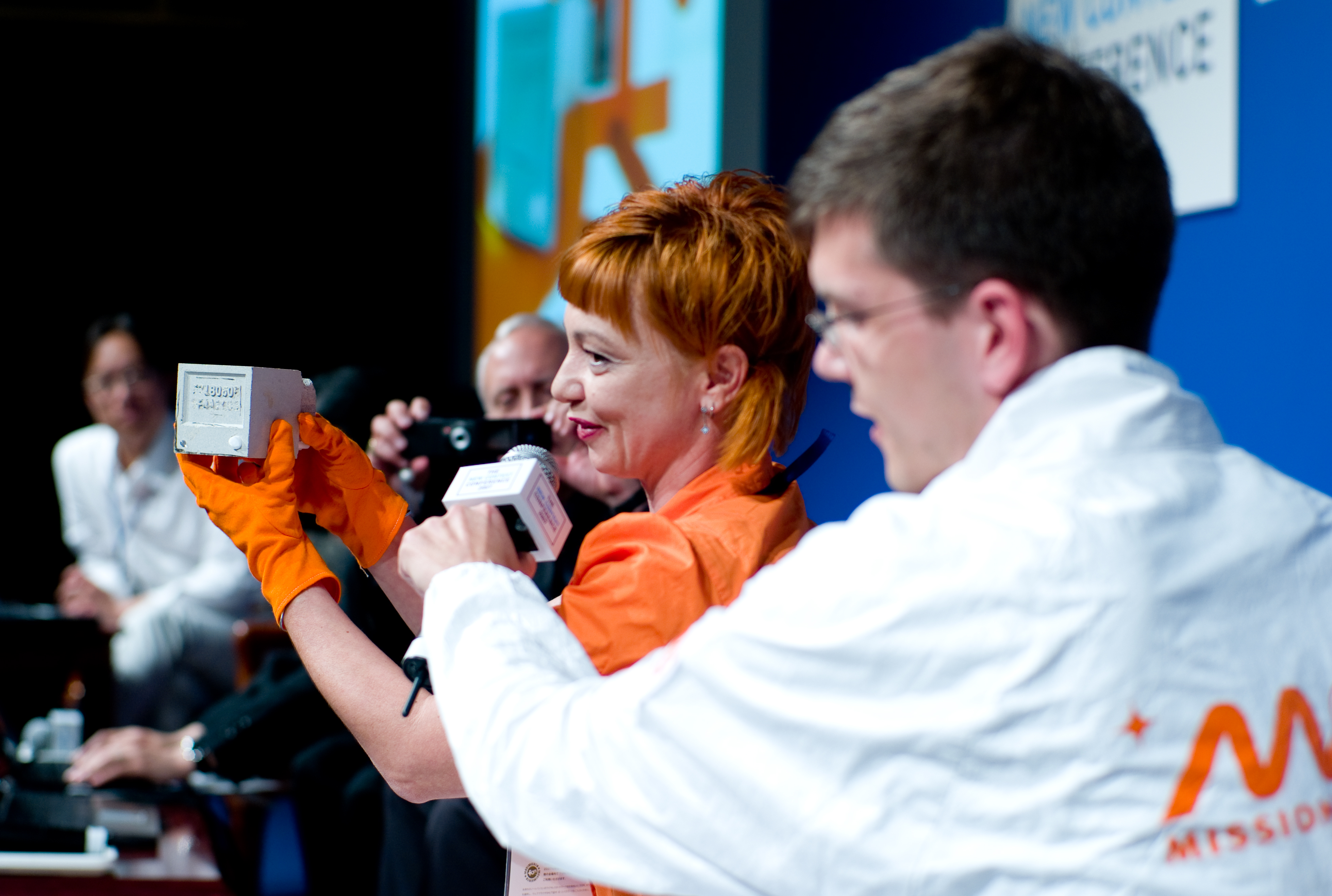
"Agents" d'Etoy amb les restes mortals de Timothy Leary el 2007

Es deia que Leary estava entusiasmat des de feia alguns anys amb la possibilitat de congelar el seu cos en suspensió criònica, i va anunciar el setembre de 1988 que havia contractat aquest tractament amb l'empresa Alcor després d'haver aparegut en la inauguració oficial de l'empresa l'any abans. No creia que ressuscitaria en el futur, però sí que pensava que la criònica tenia possibilitats importants, encara que pensava que només tenia "una possibilitat entre mil". Ho anomenava la seva "obligació de futurista", va ajudar a donar publicitat al procés i esperava que funcionaria per als seus fills i nets encara que per a ell no, encara que deia que estava "animat" pel tema. Va estar relacionat amb dues organitzacions criòniques, primer Alcor i després CryoCare, i una de les dues va enviar un tanc criònic a casa seva durant els mesos previs a la seva mort. Leary va anunciar al principi que faria congelar el seu cos sencer, però degut a la falta de finançament va decidir de congelar només el cap. Després va canviar d'opinió un altre cop i va demanar que es cremés el seu cos, i que les cendres s'escampessin per l'espai.
Leary va morir amb 75 anys el 31 de maig de 1996. El moment de la seva mort es va gravar en vídeo per a la posteritat a petició seva, capturant les seves últimes paraules. La filmació la van fer Denis Berry i Joey Cavella. Berry era el fideïcomissari dels arxius de Leary, i Cavella havia filmat Leary al llarg dels últims anys. Segons el seu fill Zachary, en els seus moments finals, va tancar el puny i va dir: "Per què?", llavors, obrint-lo, va dir: "Per què no?". Va dir aquesta frase repetidament, en entonacions diferents, i va morir poc després. La seva última paraula, segons Zach, fou "beautiful" (bonic).
La pel·lícula Timothy Leary's Dead (1996) inclou una seqüència simulada on permet que se suspenguin les seves funcions vitals per a la preservació criònica. Se li treu el cap i es posa en gel. La pel·lícula acaba amb una seqüència que mostra la creació del cap artificial que es fa servir a la pel·lícula.
El seu amic de Celestis va preparar set grams de les cendres de Leary perquè fossin "enterrades a l'espai" en un coet que portava restes de 23 persones més, entre elles el creador de Star Trek Gene Roddenberry, l'evangelista de la colonització de l'espai Gerard O'Neill i l'enginyer aeroespacial alemany-americà Krafft Ehricke. El coet Pegasus que portava les seves restes es va enlairar el 21 d'abril de 1997 i va quedar-se en òrbita durant sis anys fins que es va cremar a l'atmosfera.
Les cendres de Leary es van donar als amics íntims i la família. El 2015, la Susan Sarandon va portar part de les seves cendres al festival Burning Man a Black Rock City, Nevada, i les va posar en una instal·lació artística. Les cendres es van cremar juntament amb la instal·lació el 6 de setembre de 2015.

## Vida privada
Leary es va casar legalment cinc vegades, va tenir tres fills biològics i en va adoptar un altre. També va considerar Joanna Harcourt-Smith (la seva companya entre 1972 i 1977) com la seva "dona de fet" mentre va durar la seva relació. La seva primera dona, Marianne Busch, es va suïcidar.
- 1945–1955 Marianne Busch (1921–1955)
  - filla Susan[165] (1947–1990)
  - fill Jack[166] (1949–)
- 1956–1957 Mary Cioppa[167] (1920–1996)
- 1964–1965 Nena von Schlebrügge (1941–)
- 1967–1976 (separats el 1972) Rosemary Woodruff[168] (1935–2002)[106]
- 1972–1977 Joanna Harcourt-Smith (dona de fet) (1946–2020)[cal citació]
  - fill Marlon Gobel (1976–)[cal citació]
- 1978–1992 Barbara Blum Chase[169][170][171]
  - fill Zach (adoptat)[172]